# فرخنده کوهی شکم‌حنایی
فرخنده کوهی شکم‌حنایی (نام علمی: Pseudosaltator rufiventris) نام یک گونه از خانواده فرخنده است.